# Родригес, Мисаэль
Мисаэль Усиэль Родригес Оливас (исп. Misael Uziel Rodríguez Olivas; род. 7 апреля 1994, Сьенега-де-Сенисерос) — мексиканский боксёр, представитель средней весовой категории. Выступал за сборную Мексики по боксу в середине 2010-х годов, бронзовый призёр летних Олимпийских игр в Рио-де-Жанейро, бронзовый призёр Панамериканских игр, обладатель серебряной медали Игр Центральной Америки и Карибского бассейна. С 2017 года боксирует на профессиональном уровне.
Приходится двоюродным братом известному бойцу ММА Яиру Родригесу.

## Биография
Мисаэль Родригес родился 7 апреля 1994 года в деревне Сьенега-де-Сенисерос штата Чиуауа.

### Любительская карьера
Впервые заявил о себе в 2011 году, став серебряным призёром чемпионата Мексики в молодёжном зачёте.
В 2013 году на взрослом чемпионате страны одолел всех соперников в средней весовой категории и завоевал тем самым золотую медаль.
Первого серьёзного успеха на взрослом международном уровне добился в сезоне 2014 года, когда вошёл в основной состав мексиканской национальной сборной и побывал на Играх Центральной Америки и Карибского бассейна в Веракрусе, откуда привёз награду серебряного достоинства, выигранную в среднем весе — в финальном решающем поединке уступил кубинцу Арлену Лопесу, будущему олимпийскому чемпиону. Также в этом сезоне стал бронзовым призёром Кубка независимости в Доминиканской республике и начиная с этого времени регулярно принимал участие в матчевых встречах Всемирной серии бокса, где представлял команду «Мексиканские воины» (большого успеха здесь не добился, проиграв девять из двенадцати проведённых поединков).
В 2015 году Родригес выиграл бронзовые медали на панамериканском чемпионате в Варгасе и на Панамериканских играх в Торонто, тогда как на чемпионате мира в Дохе был остановлен уже на стадии 1/8 финала казахом Жанибеком Алимханулы.
На американской олимпийской квалификации в Буэнос-Айресе дошёл до финала, проиграв только представителю США Чарльзу Конуэллу, и благодаря этому успешному выступлению удостоился права защищать честь страны на летних Олимпийских играх в Рио-де-Жанейро. В категории до 75 кг благополучно прошёл первых троих соперников по турнирной сетке, но в полуфинале со счётом 0:3 потерпел поражение от узбека Бектемира Меликузиева и получил таким образом бронзовую олимпийскую медаль.

### Профессиональная карьера
Вскоре после Олимпиады Родригес принял решение перейти в профессионалы и в апреле 2017 года успешно дебютировал на профессиональном уровне, при этом его менеджером стал известный мексиканский боксёр Абнер Марес.